# 밑 (음반)
《밑》은 대한민국의 음악인 이적과 김진표가 결성한 음악그룹 패닉의 두 번째 정규 음반이다. 랩퍼 김진표의 역할이 데뷔 음반보다 소폭 증가했고, 그가 작곡한 곡으로는 두 곡이 실렸다. 1집과 달리 파격적인 시도를 꾀한 실험성이 높은 곡들로 수록되어있으며, 당시 사전 심의 제도가 철폐된 지 얼마 지나지 않은 때라 방통위 이외로부터 이 음반에 대한 제재를 끊임없이 받기도 했다.
앨범의 디자인은 만화가 이우일이 맡았다. 또한 2007년에는 한국대중음악 100대 명반 중 89위에 선정되었다.

## 수록곡
- 전체 편곡: 이적

| #             | 제목                                 | 작사·작곡     | 재생 시간 |
| ------------- | ------------------------------------ | ------------- | --------- |
| 1.            | 〈냄새〉 (Intro)                     | 이적          | 2:16      |
| 2.            | 〈UFO〉                              | 이적          | 4:26      |
| 3.            | 〈혀〉                               | 이적          | 4:29      |
| 4.            | 〈江〉 (강)                          | 이적          | 4:35      |
| 5.            | 〈어릿광대〉 (Insert)                | 이적          | 0:54      |
| 6.            | 〈그 어릿광대의 세 아들들에 대하여〉 | 이적          | 5:40      |
| 7.            | 〈벌레〉                             | 김진표        | 4:03      |
| 8.            | 〈불면증〉                           | 이적          | 11:57     |
| 9.            | 〈mama〉                             | 김진표        | 5:03      |
| 10.           | 〈사진〉 (Outro)                     | 이적          | 1:43      |
| 총 재생 시간: | 총 재생 시간:                        | 총 재생 시간: | 46:00     |

## 참여
이 목록은 해당 앨범의 부클릿에서 발췌하였다.
| 패닉 - 이적 - 프로듀서, 보컬, 피아노(1, 2, 6, 10), 어쿠스틱 기타(3, 4), 베이스 기타(7), 뮤직박스(9) - 김진표 - 랩, 실로폰(4) 참여 연주자 - 남궁연 - 드럼(2, 3, 6, 8, 9), stomach pero(7) - 이태윤 - 베이스 기타(2) - 유앤미 블루 - 전기 기타(2) - 김효국 - 오르간(2) - 김세황 - 전기 기타(3) - 차은주 - 코러스(3) - Chris Banks - 어쿠스틱 베이스(6) - 송현, 김정호, 나윤주, 김재윤 - 현악(6) - 민영치 - 꽹과리(6) - 김동률 - 현악 작곡 (및 편곡), 지휘(5, 6) ※백 보컬도 겸함. (6) - 지동우, 전수환, 김미란 - 어린이 목소리(6) - 박성진 - 전기 기타(7) - 강기영 (삐삐밴드) - 베이스 기타(8) - 박현준 (삐삐밴드) - 전기 기타(8) - 이윤정 (삐삐밴드) - 보컬(8) - 이훈석 - 베이스 기타(9) | 스탭 - 이훈석(난장 스튜디오) - 녹음·믹싱 - Ray 강, 최남건 - 보조 기술자 - 고희정(서울 스튜디오) - 마스터링 - 최성원(장미기획) - 이그제큐티브 프로듀서 - 10011 - 일러스트레이션 |